# Hirokazu Jagi
Hirokazu Jagi (japonsko 八木 弘和), japonski smučarski skakalec, * 26. december 1959, Joiči, Hokkaido, Japonska.
Jagi sodi v prvo generacijo japonskih smučarskih skakalcev, ki so tekmovali v svetovnem pokalu. V prvi sezoni tekmovanja je dosegel tri uvrstitve na zmagovalni oder, od tega je enkrat zmagal. Poleg tega je v tistem letu osvojil še srebrno olimpijsko medaljo. Kasneje ni več dosegal podobnih rezultatov in je svojo kariero prekinil leta 1984. 

## Tekmovalna kariera

### Olimpijske igre, 1980 in 1984
Jagi je vsega skupaj nastopil na dveh zimskih olimpijskih igrah. Najprej je v letu 1980 v Lake Placidu zasedel drugo mesto skupaj z Nemcem Deckertom in osvojil naslov olimpijskega podprvaka na srednji skakalnici. Nastop na veliki skakalnici se mu ni posrečil, bil je uvrščen šele na devetnajsto mesto.
Na drugih leta 1984 v Sarajevu ni bil več konkurenčen najboljšim in je osvojil zgolj devetnajsto mesto na veliki skakalnici in petinpetdeseto mesto na srednji. 

### Svetovni pokal, 1980-84
Svojo edino zmago v svetovnem pokalu je dosegel v Saporu v sezoni 1979/80. V tisti sezoni se je še dvakrat uvrstil na stopničke, in sicer je bil enkrat drugi in enkrat tretji. V skupnem seštevku sezone se je s 116 osvojenimi točkami uvrstil na nehvaležno, a dobro, četrto mesto.
V sezoni 1981-82 je nastopil na vsega šestih tekmah in se štirikrat uvrstil na rep petnajsterice, ki je prinašala točke. Najboljši rezultat, ki ga je dosegel, je bilo enajsto mesto. Na koncu je bil uvrščen na skupno 57. mesto za osvojenih deset točk.
Potem, ko v naslednjih treh sezonah ni več dosegel vidnejše uvrstitve, je leta 1984 v starosti komaj 24 let končal z aktivnim nastopanjem. 

## Dosežki v svetovnem pokalu

### Uvrstitve po sezonah
| Sezona  | Skupno | Novoletna |
| ------- | ------ | --------- |
| 1979-80 | 4.     | 17.       |
| 1980-81 | 57.    | 14.       |
| 1981-82 | 55.    | 95.       |
| 1982-83 | –      | 72.       |
| 1983-84 | 69.    | –         |

### Zmage (1)
| Št. | Sezona  | Datum           | Prizorišče | Skakalnica     | Velikost |
| --- | ------- | --------------- | ---------- | -------------- | -------- |
| 1.  | 1979-80 | 12. januar 1980 | Saporo     | Ōkurayama K110 | Velika   |